# Cleveland

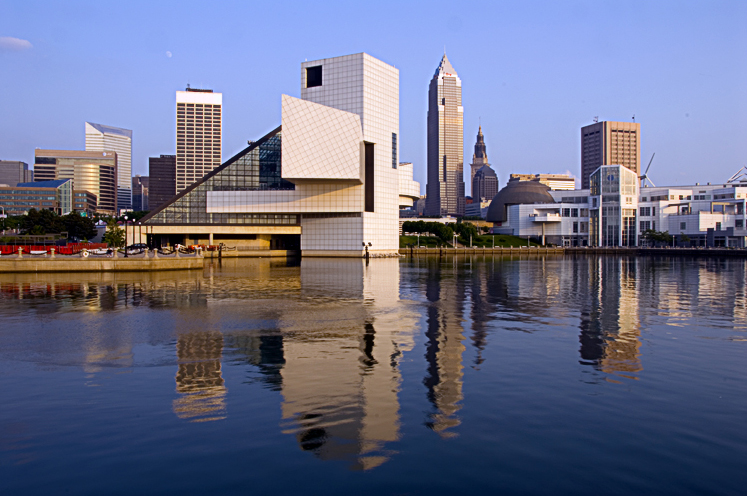
Rock and Roll Hall of Fame và trung tâm Cleveland

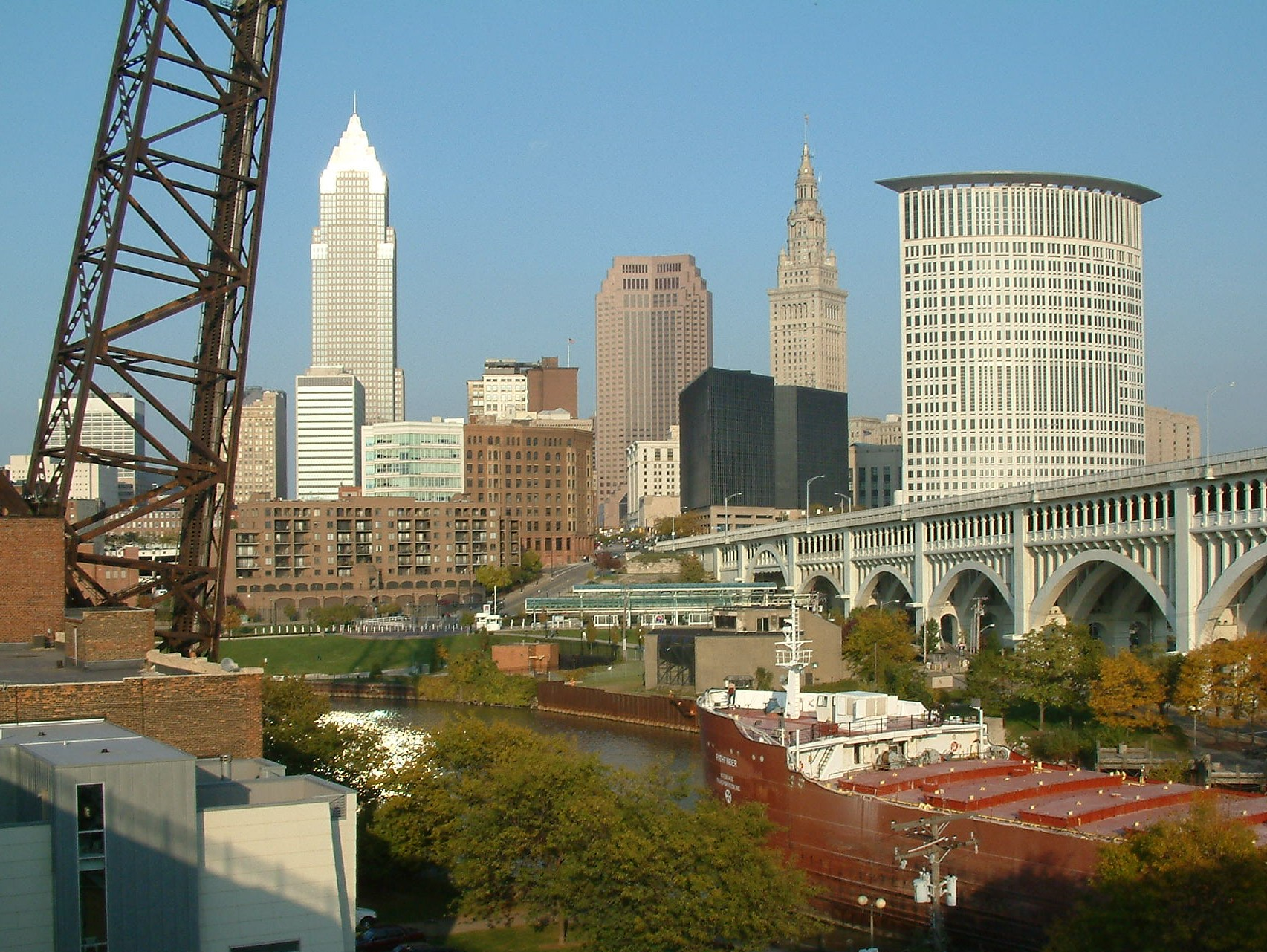
Trung tâm thành phố

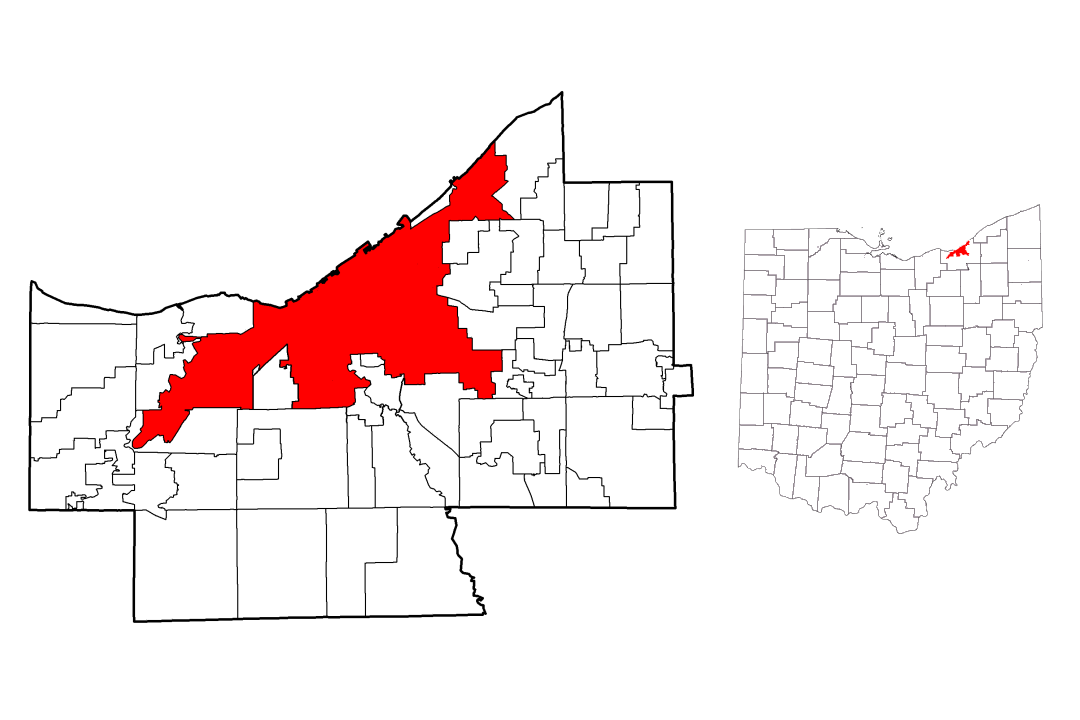
Vị trí ở Quận Cuyahoga, Ohio

Cleveland là một thành phố ở tiểu bang Ohio, Hoa Kỳ, và là quận lỵ của Quận Cuyahoga, quận đông người nhất ở tiểu bang. Thành phố nằm ở vùng đông bắc Ohio, ven biển hồ Erie, cách biên giới Pennsylvania khoảng 100 kilômét (60 dặm) về phía tây. Nó được thành lập vào năm 1796 gần cửa sông Cuyahoga và trở thành trung tâm sản xuất vì nằm ở nơi mà nhiều kênh và đường sắt gặp nhau. Sau khi nền công nghiệp nặng suy tàn, Cleveland mở rộng vào ngành dịch vụ, bao gồm dịch vụ tài chính, bảo hiểm, và y tế. Cleveland nổi tiếng vì nhạc rock; viện bảo tàng Rock and Roll Hall of Fame ở thành phố này.
Theo Thống kê Dân số Hoa Kỳ năm 2000, thành phố có tổng dân số là 478.403; nó là thành phố lớn thứ 33 trong nước và lớn thứ hai trong Ohio. Nó là trung tâm của miền Đại Cleveland, khu vực đô thị lớn nhất ở Ohio, bao gồm vài quận và có vài định nghĩa theo Cục Thống kê Dân số. Khu vực thống kê đô thị (Metropolitan Statistical Area, MSA) Cleveland–Elyria–Mentor có 2.250.871 dân cư và là MSA lớn thứ 23 trong nước, theo Thống kê Dân số năm 2000. Cleveland cũng thuộc về Khu vực thống kê tổng hợp (Combined Statistical Area, CSA) Cleveland–Akron–Elyria lớn hơn, CSA lớn thứ 14 trong nước với dân số 2.945.831 theo Thống kê Dân số năm 2000.
Trong cuộc điều tra của tạp chí The Economist năm 2005, Cleveland và Pittsburgh được nhận là những thành phố có chất lượng cuộc sống tốt nhất ở nước Mỹ, và Cleveland được nhận là thành phố tốt nhất về hội họp kinh doanh ở Hoa Kỳ lục địa. Tuy nhiên, thành phố vẫn có nhiều vấn đề khó khăn, nhất là nghèo nàn ở một số khu và những khó khăn cấp tiền cho trường công chất lượng cao.
Dân Cleveland thường được gọi là Clevelanders trong tiếng Anh. Các tên hiệu của thành phố bao gồm "Thành phố Rừng" (The Forest City), "Thủ phủ Western Reserve" (Metropolis of the Western Reserve), "Thành phố Mỹ mới" (The New American City), "Bờ biển bắc của Mỹ" (America's North Coast), "Thành phố thứ 6" (Sixth City), The Land, và C-Town.
Thành phố được phục vụ bởi sân bay quốc tế Cleveland-Hopkins.